# 斯图加特国际动画电影节

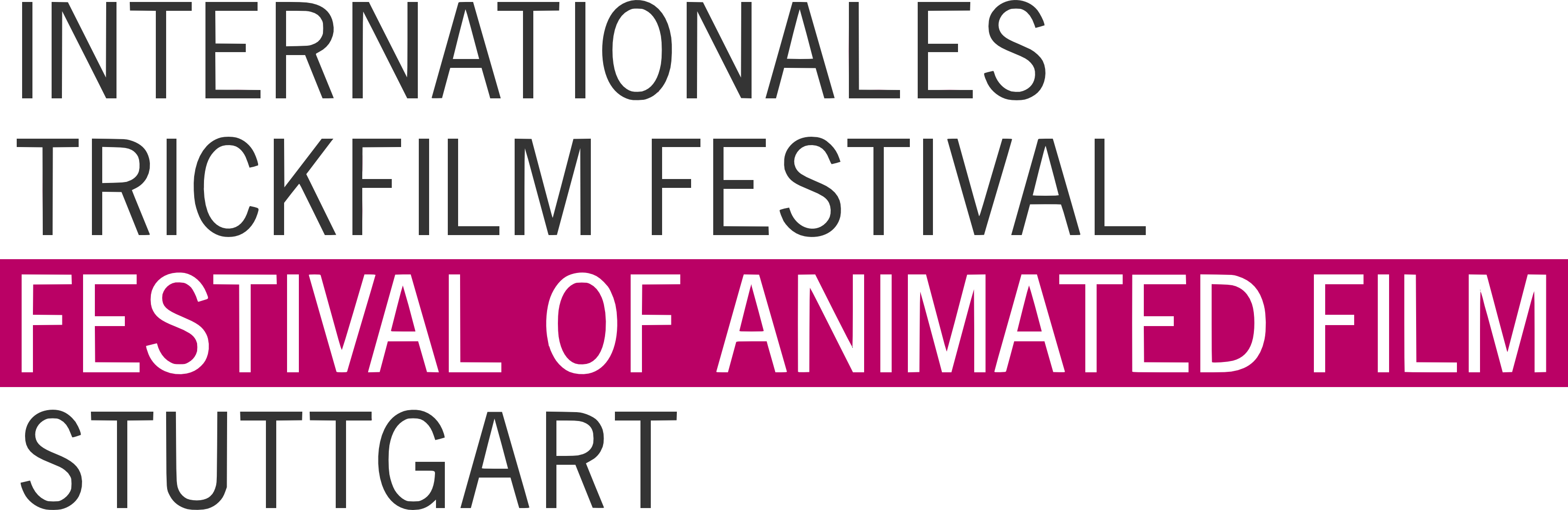
斯图加特国际动画电影节

斯图加特国际动画电影节（德語：Das Internationale Trickfilm-Festival Stuttgart，簡稱ITFS），创建于1982年，是德国最大的动画电影节，也是全球最重要的同类型电影节之一。

## 簡介
该电影节最初每两年举办一次，从2005年开始，因为资助资金的增加而改为在每年4月底左右举办一次，每次持续6天6夜。2018年第25届斯图加特国际动画电影节举办的具体时间是4月24日到4月29日。ITFS电影节上展示的电影范围极广，包括了从经典动画片，艺术动画片到3D动画长片以及实时动画和Flash动画等类型动画作品，融合了视觉特效、建筑、艺术、音乐和游戏等诸多领域。ITFS电影节既是一次面向公众的展映活动，同时为行业内人员提供了非常好的集中交流机会。其中，位于斯图加特王宫广场Schlossplatz (Stuttgart)上临时搭建的露天电影院极具吸引力，自2006年该项目创建以来吸引了大批观众。2017年据电影节官网数据统计显示约有90,000名观众，并有约1,000部动画作品在电影节上展示。

## 竞赛单元和奖项
斯图加特动画电影节的竞赛单元分为：国际影片、青年动画、儿童动画、动画系列剧、AniMovie和评审团特别奖。

### 国际影片
国际影片单元是该电影节的核心竞赛单元，由动画电影界杰出人士组成的国际陪审团对最近12个月的高品质艺术动画短片进行甄别和筛选后，颁发以下四个奖项：
最优秀奖（Grand Prix）：获奖作品将获得以巴登-符腾堡州及斯图加特城市名义奖励的15,000欧元奖金。
洛特雷尼格动画电影奖：针对电影专业学生的毕业作品，奖金为10,000欧元由巴登-符腾堡MFG Filmförderung电影促进协会资助。
SWR观众评选奖：由德国西南广播公司冠名资助，奖金为6,000欧元。
亚马逊观众评选奖：由亚马逊影片德国冠名资助，奖金为5,000欧元。

### 青年动画
该单元主要针对国际电影和艺术专业学生的优秀作品，共设以下两个奖项：
最优秀学生奖： 由巴登-符腾堡州通信研究所及MFG Filmförderung电影促进协会提供高达2,500欧元奖金。
最具天赋奖：由ITFS最忠实粉丝动漫家族资助，奖金为1,000欧元。

### 儿童动画
该单元旨在挑选最高质量的儿童动画电影，共设以下两个奖项：
最佳儿童动画短片奖：由儿童陪审团选出并奖励由Studio 100资助的4,000欧元奖金。
最佳儿童动画系列剧奖

### AniMovie
主要针对动画长片

### 动画商业片奖
主要针对广告，MV等，旨在表彰动画行业在商业模式创新上的贡献，获奖作品可获得由斯图加特地区赞助的7,500欧元。

## 外部連結
- 官方网站（德文）